# オバボタル
オバボタル（姥蛍） Lucidina biplagiata (Motschulsky) は、コウチュウ目ホタル科に属する昆虫。成虫の発光がほとんど目立たないホタルの一つ。

## 特徴
オバボタルは日本本土では普通なホタル科の昆虫の一つである。その形と体色は黒い全身、前胸部に赤い斑紋という一般的なホタルのイメージに近いものだが、全体にやや平らで、腹部に比べて前胸部が小さく、特に前胸部の斑紋のところがやや窪んでおり、他のホタルに比べて触角を串状にして大きくし、薄っぺらくしたというような感じに見える虫である。夜間に活動するゲンジボタルやヘイケボタルに比べて、触角が長く立派な反面、複眼はやや小さい。
体長は7-12mm、やや柔らかい体表もホタル科の甲虫類特有のものとなっている。前胸の斑紋をのぞいて全身がつや消しの黒。頭は前胸の下に隠れて見えない。触角はやや平らで幅広く、やや櫛状に見える。体は細長い楕円形、体の幅の特に広いところはない。前胸は丸っこい三角形で、中央に縦の黒い部分を残して両側に赤い斑紋がある。前翅は黒くて筋がややはっきりしている。雌雄でほぼ同じ形態である。

## 生活史
成虫は初夏に出現する。雌雄とも腹部第7節にある1対の小さな点状の発光器からかすかでぼんやりした赤色の発光を連続的にするが、配偶行動には用いられず、雌雄の出会いはフェロモンによるとされ、雄は日中草木の葉上や地表を歩き回ったり短距離を断続的に飛翔したりし、地表に姿を現した雌を見つけると交尾を行う。雌は物陰に姿を隠して飛翔もほとんど行わず、稀にしか見つからない。夜間の活動はほとんど行われず、多く発生している地点で夜間観察を行って発光を観察することはできない。雄の触角は、そういうメスのフェロモンを関知する為に発達したともいわれる。
交尾も物陰に隠れて行われ、1〜2日連続して行われ、その翌日に直径約0.7mmの卵を30〜40個産む。孵化までに20〜22日かかる。
幼虫は浅い土中に生息し、孵化直後の体長約2mm。野外の土中からは体長13mm程度の幼虫が採集できる。前胸の背面に「川」の字型の3本の縦じまがあり、頭部は前胸の下に隠れている。古くから陸貝類を捕食するとされてきたが、飼育実験では生息環境に見られる陸貝類のいずれをも捕食せず、ミミズを与えると捕食することが確認されている。幼虫で越冬すると推測されているが、越冬場所は判明していない。6月ごろになると土中の浅い部分の間隙で蛹になる。

## 生育環境
山間部の森林や林縁で見られる。昼間に木陰の低いところを飛んでいたり、低木や草の葉に止まっているのがよく見られる。飛び方はかなり頼りない。

## 分布
北海道から九州までの各地に見られる普通種。国外では千島、朝鮮半島、サハリンから知られる。

## 近縁種等
本州、四国、九州からは同属のオオオバボタル L. accensa Gorham も比較的よく見られる。姿形はよく似るが、13-15mmと一回り大きく、前胸の斑紋もやや派手。オバボタルと同様な環境に見られ、性質も似ているが、分布がやや山地に偏る。成虫、幼虫とも形態が酷似するため、オバボタルと同種か別種かの議論が古くからあるが、両種の幼虫の生活場所はまったく異なることが知られている。オバボタルの幼虫が土壌中で生活するのに対し、オオオバボタルの幼虫は林床の腐朽木にカミキリムシの幼虫が穿った坑道に潜んで生活し、越冬、蛹化もこの中で行う。幼虫の餌もオバボタル同様ミミズ類である。生活史は八王子市在住のホタル研究家である小俣軍平らによって、オバボタルよりも詳細に明らかにされている。
他にも国内に同属のものがいくつかあるが、西表島産のナツミオバボタル L. natsumiae Chûjô et M. Satô のように南西諸島のものであったり本州中部のごく限られた湿地に生息する赤色部を欠いたコクロオバボタル L. okadai Nakane et Ohbayashi のように希少種であるから、混同することは少ないであろう。
同じオバボタル亜科に分類されているスジグロボタル Pristolycus sagulatus Gorham などの Pristolycus 属のホタルは鞘翅が赤く黒い縦じまがあり、一見ホタル科ではなくベニボタル科の昆虫のように見える。この仲間は幼虫が一応陸棲とされるが半水生の性質を持ち、一時的に潜水してゲンジボタルやヘイケボタルの幼虫のように水中のカワニナを捕食して育つことが知られている。